# Peace Of Mind (アルバム)
『Peace Of Mind』（ピース・オブ・マインド）は、日本の音楽ユニット・B'zのボーカリスト・稲葉浩志の3作目のオリジナル・アルバム。2004年9月22日にVERMILLION RECORDSから発売された。

## 概要
初のソロツアーが開催された2004年に制作されたオリジナル・アルバム。
初めてシングル作品が収録され、本作以降はアルバムに先行してシングル作品が製作されるようになる。本作では3rdシングル『Wonderland』から2曲が収録されているが、前年に発売された2ndシングル『KI』は全曲未収録となった。
初回限定盤には「正面衝突」のライブ映像が収録されたDVDが付属されている。
ギターには以前より親交があったスティーヴィー・サラスが参加、またソロツアーに参加した、doaの徳永暁人と大田紳一郎が参加している。レコーディングは東京、大阪、ロサンゼルス、ニューヨークとスタジオを移して行われた。
アルバムはアコースティック・ギター主体の楽曲が最初と中盤、最後に配置されている構成で、この3曲は他の収録曲に比べて演奏時間が短い。
当初は9月15日にリリースされる予定だったが、初のソロツアー『Koshi Inaba LIVE 2004 〜en〜』終了後の9月22日に変更された。ちなみに9月22日はB'zのデビュー日の翌日、そして自身の40歳の誕生日の前日でもある。

## 収録曲
CD
| 全作詞・作曲: 稲葉浩志（特記以外）。 |                                                |                       |                       |                        |      |
| #                                    | タイトル                                       | 作詞                  | 作曲・編曲            | 編曲                   | 時間 |
| 1.                                   | 「おかえり」                                   | 稲葉浩志 （特記以外） | 稲葉浩志 （特記以外） | 寺地秀行               | 2:46 |
| 2.                                   | 「Wonderland」                                 | 稲葉浩志 （特記以外） | 稲葉浩志 （特記以外） | 大賀好修               | 4:05 |
| 3.                                   | 「THE RACE」                                   | 稲葉浩志 （特記以外） | 稲葉浩志 （特記以外） | 大賀好修               | 4:48 |
| 4.                                   | 「正面衝突」(作曲: スティーヴィー・サラス)     | 稲葉浩志 （特記以外） | 稲葉浩志 （特記以外） | スティーヴィー・サラス | 4:29 |
| 5.                                   | 「水平線」                                     | 稲葉浩志 （特記以外） | 稲葉浩志 （特記以外） | 寺地秀行               | 4:43 |
| 6.                                   | 「すべての幸せをオアズケに」                   | 稲葉浩志 （特記以外） | 稲葉浩志 （特記以外） | 大賀好修               | 4:40 |
| 7.                                   | 「Tamayura」                                   | 稲葉浩志 （特記以外） | 稲葉浩志 （特記以外） | 寺地秀行               | 5:42 |
| 8.                                   | 「ハズムセカイ」(作曲: スティーヴィー・サラス) | 稲葉浩志 （特記以外） | 稲葉浩志 （特記以外） | スティーヴィー・サラス | 4:17 |
| 9.                                   | 「幸福への長い坂道」                           | 稲葉浩志 （特記以外） | 稲葉浩志 （特記以外） | 寺島良一               | 2:48 |
| 10.                                  | 「横恋慕」                                     | 稲葉浩志 （特記以外） | 稲葉浩志 （特記以外） | 寺地秀行               | 4:11 |
| 11.                                  | 「SAIHATE HOTEL」                              | 稲葉浩志 （特記以外） | 稲葉浩志 （特記以外） | 徳永暁人               | 3:54 |
| 12.                                  | 「I AM YOUR BABY」                             | 稲葉浩志 （特記以外） | 稲葉浩志 （特記以外） | 寺地秀行               | 4:33 |
| 13.                                  | 「透明人間」                                   | 稲葉浩志 （特記以外） | 稲葉浩志 （特記以外） | 徳永暁人               | 4:49 |
| 14.                                  | 「あの命この命」                               | 稲葉浩志 （特記以外） | 稲葉浩志 （特記以外） | 寺地秀行               | 3:36 |
| 合計時間:                            | 合計時間:                                      | 合計時間:             | 59:21                 |                        |      |

DVD（初回限定盤のみ）
| #  | タイトル     | 作詞 | 作曲・編曲 |
| -- | ------------ | ---- | ---------- |
| 1. | 「正面衝突」 |      |            |

## 楽曲解説
1. おかえり
  - イントロなしでサビから始まる、アコースティック・ギターがフィーチャーされた楽曲で、徳永暁人と大田紳一郎によるコーラスも導入されている。本作収録曲で最も短い曲。
  - 2004年のソロツアー『Koshi Inaba LIVE 2004 〜en〜』で一足先に演奏された。

2. Wonderland
  - 3rdシングル。

3. THE RACE
  - 競争社会を題材にしている。
  - 同年のソロツアー後半の客出し曲として流れたが、2014年に行われた『Koshi Inaba LIVE 2014 〜en-ball〜』で初演奏された。

4. 正面衝突
  - イントロのブルースハープは、稲葉自身が演奏している。
  - 2004年のTHE ROCK ODYSSEYに参加した際に未発表曲として1曲目に演奏され、本作の初回盤付属DVDにはその模様が収録されている。
  - サラスの3rdアルバム『BE WHAT IT IS』の3曲目収録「Head On Collision」に稲葉がボーカルで参加しているが、これはこの曲の英語バージョンであり、サラスと稲葉が新たに英詞を書き下ろして新録した。その際、サラスに合わす為、自身のキーを下げて歌っている。

5. 水平線
  - 同年のソロツアーで初披露された楽曲で、PVも制作された。

6. すべての幸せをオアズケに
  - 同年のソロツアー前半の客出し曲として流れた。

7. Tamayura
  - タイトルは「玉響（たまゆら）」を指し、「ほんの少しの間」という意味である。本作最長の楽曲。
  - 2010年に行われた『Koshi Inaba LIVE 2010 〜enII〜』では1曲目に演奏された。

8. ハズムセカイ
  - 『Koshi Inaba LIVE 2010 〜enII〜』のアンコールで初披露された。

9. 幸福への長い坂道
  - 「おかえり」と同じくアコギ中心で、徳永と大田がコーラスで参加している2分台の楽曲。エレクトリックピアノが使用されている。

10. 横恋慕(4:11)
  - 琴の音色がサンプリングされている。

11. SAIHATE HOTEL
  - 『Koshi Inaba LIVE 2016 〜enIII〜』にて初披露された。

12. I AM YOUR BABY
  - 3rdシングル『Wonderland』のカップリング。

13. 透明人間
  - 『Koshi Inaba LIVE 2010 〜enII〜』ソロツアーで初披露された。

14. あの命この命
  - 命の不平等を描いた楽曲。歌詞は当時の世界情勢やニュースに影響を受けて書かれた。
  - ほぼアコースティック・ギター1本で演奏されている。
  - 2004年のソロツアーの客出し曲で、初日の長野公演のみ流れた。
  - 『Koshi Inaba LIVE 2023 〜en3.5〜』のアンコールで初披露された。

## タイアップ
- TBS系『恋するハニカミ!』テーマソング（2004年7月 - 10月）(#2)

## 参加ミュージシャン
- 稲葉浩志：ボーカル、全曲作詞・作曲・編曲、ギター（#1.5.10.14）、アコースティックギター（#7.12）、ブルースハープ（#4.12）
- 大賀好修：スライドギター（#2）、アコースティックギター（#2.6）、エレクトリックギター（#6）、編曲（#2.3.6)
- スティーヴィー・サラス：エレクトリックギター（#2.6.12.13）、ギター（#3.4.8.11）、作曲・編曲（#4.8）
- 寺島良一：ギター・編曲（#9）
- 徳永暁人：ベース（#1.2.7.11.13）、アコースティックギター（#13）、コーラス（#1.9）、編曲（#11.13）
- 寺地秀行：編曲（#1.5.7.10.12.14）
- グレッグ・アップチャーチ：ドラム（#2.7.13）
- ケニー・アロノフ：ドラム（#3.5.6.11.12）
- ジョー・トラバース：ドラム（#4.8）
- T-Bone Wolk：ベース（#3.6.7.12）
- ジャラ・ハリス：ベース（#4.8）、キーボード（#8）
- 青木智仁：ベース（#5）
- 麻井寛史：ベース（#10）
- 大田紳一郎：コーラス（#1.9）
- 小島良喜：ピアノ（#5.7）、オルガン（#6）、エレクトリックピアノ（#9）
- 岸本一遥：フィドル（#12）
- 野崎智子：ミックス（#1.2.9）
- 小林廣行：ミックス（#3.7.11.12）
- 福田聡：ミックス（#4.6.8.10.13.14）
- 中島顕夫：ミックス（#5）